# Brachyophis revoili
Genre
Espèce
Brachyophis revoili, unique représentant du genre Brachyophis, est une espèce de serpents de la famille des Lamprophiidae.

## Répartition
Cette espèce se rencontre en Somalie et au Kenya.

## Description
C'est un serpent venimeux.

## Liste des sous-espèces
Selon The Reptile Database (12 février 2014) :
- Brachyophis revoili revoili Mocquard, 1888
- Brachyophis revoili cornii Scortecci, 1932
- Brachyophis revoili krameri Lanza, 1966

## Étymologie
Cette espèce est nommée en l'honneur de Georges Emmanuel Joseph Révoil (1852-1894).

## Publications originales
- Lanza, 1966 : Il genere Brachyophis e descrizione di una nuova forma (Reptilia, Serpentes, Colubridae). Monitore zoologico italiano, vol. 74, no 1-3, p. 30-48 (texte intégral).
- Mocquard, 1888 : Sur une collection de reptiles et de batraciens rapportés des pays somalis et de Zanzibar par M. G. Révoil. Mémoires Publies par la Société Philomathique à l’occasion du Centenaire de sa fondation 1788—1888, Paris, p. 109-134.
- Scortecci, 1932 "1931" : Terzo contributo alla conoscenza dei Rettili della Somalia Italiana (Ofidi). Atti della Societa Italiana di. Scienze Naturali e del Museo Civico di Storia Naturale, vol. 70, p. 203-215.